# Burg Altrathen
Die Burg Altrathen ist die Ruine einer Felsenburg auf einem Felsen nahe bei Rathen in der Sächsischen Schweiz in Sachsen (Deutschland).
Ihre Lage auf einem exponierten Felsvorsprung über dem Elbtal ermöglichte eine militärische Sicherung und eine umfassende Kontrolle der Handelswege entlang und auf der Elbe. Diese strategische Präsenz unterscheidet sie deutlich von der geografisch nahegelegenen Felsenburg Neurathen, deren Funktionen und Beziehungen zu Altrathen bis heute Gegenstand wissenschaftlicher Debatten sind.
Es existieren mehrere Theorien über die funktionale und strategische Beziehung der beiden Burgen. Eine Hypothese ist, dass Neurathen als Vorburg oder äußere Befestigungsanlage diente, um die Verteidigung der Hauptburg Altrathen zu stärken. Die unzugängliche Lage der Felsenburg Neurathen hätte hierbei eine ideale Ergänzung geboten. Alternativ wird vermutet, dass beide Burgen eigenständige Anlagen mit verschiedenen Besitzern waren. Eine dritte These betrachtet Neurathen primär als Fluchtburg, die in Krisenzeiten Schutz für die lokale Bevölkerung bot.

## Geschichte
Die Ursprünge von Altrathen reichen vermutlich in das 11. Jahrhundert zurück. Die erste urkundliche Erwähnung der Region Rathen stammt aus dem Jahr 1261. In einer Urkunde vom 6. Februar 1289 mit einem Tauschvertrag zwischen dem böhmischen König Wenzel II. und Friedrich Clem, dem Herrn von Dresden, wird erstmalig eine Steinburg Rathen erwähnt. Aus diesen Urkunden ergibt sich, dass die Burg zu dieser Zeit ein Lehen des Königreichs Böhmen war. Dokumente aus dem 14. Jahrhundert weisen darauf hin, dass die Burg zunächst unter der Verwaltung der Herren von Michelsberg stand, bevor sie 1406 von Hinko Berka von der Duba der Ältere erworben wurde. Im 15. Jahrhundert wurde die Burg zum Schauplatz heftiger Konflikte zwischen den Berka von der Duba und Friedrich von Oelsnitz, der Vogt auf dem Königstein und treuer Lehnsmann des 1423 zum Kurfürsten aufgestiegenen Friedrich I. von Sachsen war. Friedrich von Oelsnitz eroberte 1426 im Auftrag von Friedrich I. von Sachsen die Burg in Rathen. 1438 eroberte Albrecht Berka von der Duba die Burg Rathen zurück. Bereits im Jahr darauf erkämpfte sich Friedrich von Oelsnitz 1439 den Besitz wieder zurück, wohl mit Unterstützung durch Kurfürst Friedrich II. von Sachsen. Mit der zunehmenden Ausdehnung der wettinischen Herrschaft in der Sächsischen Schweiz endete die Ära der lokalen Adelsfehden.
Hans von Oelsnitz, ein Sohn von Friedrich von Oelsnitz, wurde als letzter urkundlich belegter Besitzer der Burg Altrathen bekannt. Er war ein typischer Vertreter des sogenannten Raubrittertums; er nutzte die strategische Lage der Burg, um von vorbeiziehenden Händlern und Reisenden Tribute und Schutzgelder zu erpressen. Er geriet dadurch in offenen Konflikt mit den wettinischen Landesherren, die bestrebt waren, den Landfrieden in der Region aufrechtzuerhalten. Die exzessiven Raubzüge und Plünderungen, die von Hans von Ölsnitz und seiner Gefolgschaft ausgingen, führten zur mehrjährigen Belagerung der Burg ab 1467 durch kurfürstliche Truppen unter Herzog Ernst und Albrecht. Hans von Oelsnitz bat sowohl den Bischof von Breslau als auch anschließend den Bischof von Meißen um Unterstützung, die erfolglos bei den Kurfürsten zu intervenieren versuchten. Die Belagerung endete 1469 mit der Einnahme und Zerstörung der Burg. Zeitgenössische Berichte deuten darauf hin, dass die Belagerung durch den Einsatz von Feuerwaffen und intensiven Kampfhandlungen geprägt war. Hans von Ölsnitz gelang die Flucht, jedoch verlor er seine Besitzungen und politische Macht. Im Jahr 1469 wurde Altrathen gemeinsam mit Neurathen geschleift.
Ihre Zerstörung markierte den Beginn ihres Verfalls. Bereits im 18. Jahrhundert wurde über den schlechten Zustand der Ruine berichtet, die kaum noch zugänglich war.
Im Jahr 1888 kaufte der Industrielle Eduard Seifert die Reste der Burg und baut die Anlage bis 1893 im neogotischen Stil wieder auf. Von der mittelalterlichen Burg blieben nur noch die Kellerräume und Teile der Wendeltreppe des Bergfrieds erhalten.
Im Jahr 1902 wurde das auf dem Gelände der Burgruine errichtete Wohnhaus durch einen Brand zerstört. An dessen Stelle wurde durch den Architekten Carl Schümichen aus Dresden 1902/1903 ein neues Gebäude im neoromanischen bzw. neogotischen Stil errichtet.
Nach 1945 diente das Gebäude als Betriebsferienheim für den VEB Brau und Malz in Dresden und später für die Staatsbank der DDR. Im Jahr 1995 wurde die Anlage von der Treuhandanstalt an private Eigentümer verkauft. Danach wurde das Gebäude als kleines Hotel und Gaststätte genutzt.
Die Burg Altrathen wurde im Jahr 2018 an einen neuen Eigentümer mit Wohnsitz in Bremen verkauft. Dieser gab bekannt, dass die öffentliche Nutzung der Burg als Gasthaus und Pension im November 2018 endete. Gleichzeitig wurde auch die dauerhafte Begehbarkeit der Burg eingestellt. Der neue Eigentümer erklärte gegenüber der Regionalpresse, dass die Burg künftig als Zweitwohnsitz privat genutzt werden solle. Zudem kündigte er an, das Gelände einzuzäunen, um den Zugang für die Öffentlichkeit zu unterbinden. Für Wanderer hat diese Entscheidung erhebliche Konsequenzen: Der von der Burg Altrathen zur Bastei führende Weg, der als Bergpfad mit einem grünen Dreieck auf grauem Grund markiert ist, wird dadurch unterbrochen. Dieser Bergpfad wurde im Rahmen eines Wegekonzeptes vor etwa 15 Jahren offiziell markiert und dient seither als Bestandteil des touristischen Wegenetzes. Ein Gespräch der Nationalparkverwaltung mit dem neuen Eigentümer im Frühjahr 2019 hatte zum Ziel, eine einvernehmliche Lösung zu finden und die Öffentlichkeit weiterhin zu berücksichtigen. Dieses Gespräch führte jedoch zu keiner Änderung der Haltung des Besitzers.

## Burganlage

### Umgebung
Die Ruine der Burg Altrathen liegt auf einem Hang, der den letzten Ausläufer der berühmten Bastei in der Sächsischen Schweiz bildet. Etwa 60 Meter über dem Spiegel der Elbe erhebt sich die ehemalige Burganlage auf einem markanten Hügel, der sich deutlich vom umgebenden Gelände abhebt. Einst war die Burg durch einen in den Fels gehauenen Graben gesichert, der an der elbseitigen Flanke noch deutlich erkennbar ist. Der Graben, etwa 20 Meter breit und 10 Meter tief, wurde an einigen Stellen Anfang des 20. Jahrhunderts mit Schutt verfüllt, während andere Abschnitte durch die Anlage eines Weges verdeckt wurden.
Der umliegende Bergeshang hat sich über die Jahrhunderte durch natürliche Humusauflagen und menschliche Eingriffe, beispielsweise durch landwirtschaftliche Nutzung, stark verändert. Dennoch lässt sich anhand eines regelmäßigen Geländeabsturzes, der von der Elbe bis zum sogenannten Horn verläuft, der historische Verlauf des Burggrabens nachvollziehen. Der Felsen liegt in diesem Bereich nur etwa einen Meter unter der Oberfläche und tritt am Horn sichtbar zutage, wo er den Verlauf der Schutzanlagen markiert.
Neben dem Hauptgraben verfügte die Burg über weitere Verteidigungsanlagen, darunter Vorbefestigungen auf einem etwa 70 Meter entfernten Höhenrücken, der sich steil zum Amselgrund hinabzieht. Dieser strategisch höher gelegene Punkt erlaubte Angreifern eine vollständige Übersicht über das Burggelände und zwang die Burgbesitzer zu zusätzlichen Schutzmaßnahmen in diesem Bereich. Mauerreste, die sich entlang des Grats erstrecken, deuten darauf hin, dass dort eine Verteidigungslinie bestand. Diese Mauern, die nicht mit Mörtel verbunden waren, schlossen sich an die natürliche Felsstruktur an und nutzten diese geschickt für den Schutz.
Nach Süden hin bot der steil abfallende Hang zur Elbe hin einen natürlichen Schutz, sodass hier keine weiteren Verteidigungsanlagen notwendig waren.

### Burgruine

Skizze der Burgruine Altrathen (nach Herbert Beschorner 1907)

Die nachfolgende Beschreibung der Burgruine Altrathen orientiert sich an der Beschreibung von Herbert Beschorner aus dem Jahr 1907. Die in Klammern angegebenen Nummern beziehen sich auf die in der nebenstehenden Skizze verwendeten Markierungen.
Die Ruine lässt sich in drei Bereiche gliedern, die auf dem Plan mit (1), (2) und (3) bezeichnet sind.

#### Der „Burggarten“ (1)
Der als „Burggarten“ (1) bezeichnete Bereich erstreckt sich zwischen den heute noch sichtbaren Mauerzügen (4), (6), (5) und (10) sowie dem neu errichteten Wohnhaus, das in den Jahren 1902/1903 anstelle eines 1902 abgebrannten Vorgängerbaus entstand. Dieser Teil der Burg diente ab dem frühen 20. Jahrhundert bis zum Jahr 2018 als gastronomisch genutzter Innenhof („Burggarten“).
Unterhalb der Hofebene befinden sich Kellergewölbe.

#### Beschreibung der Mauern (4), (6), (5)

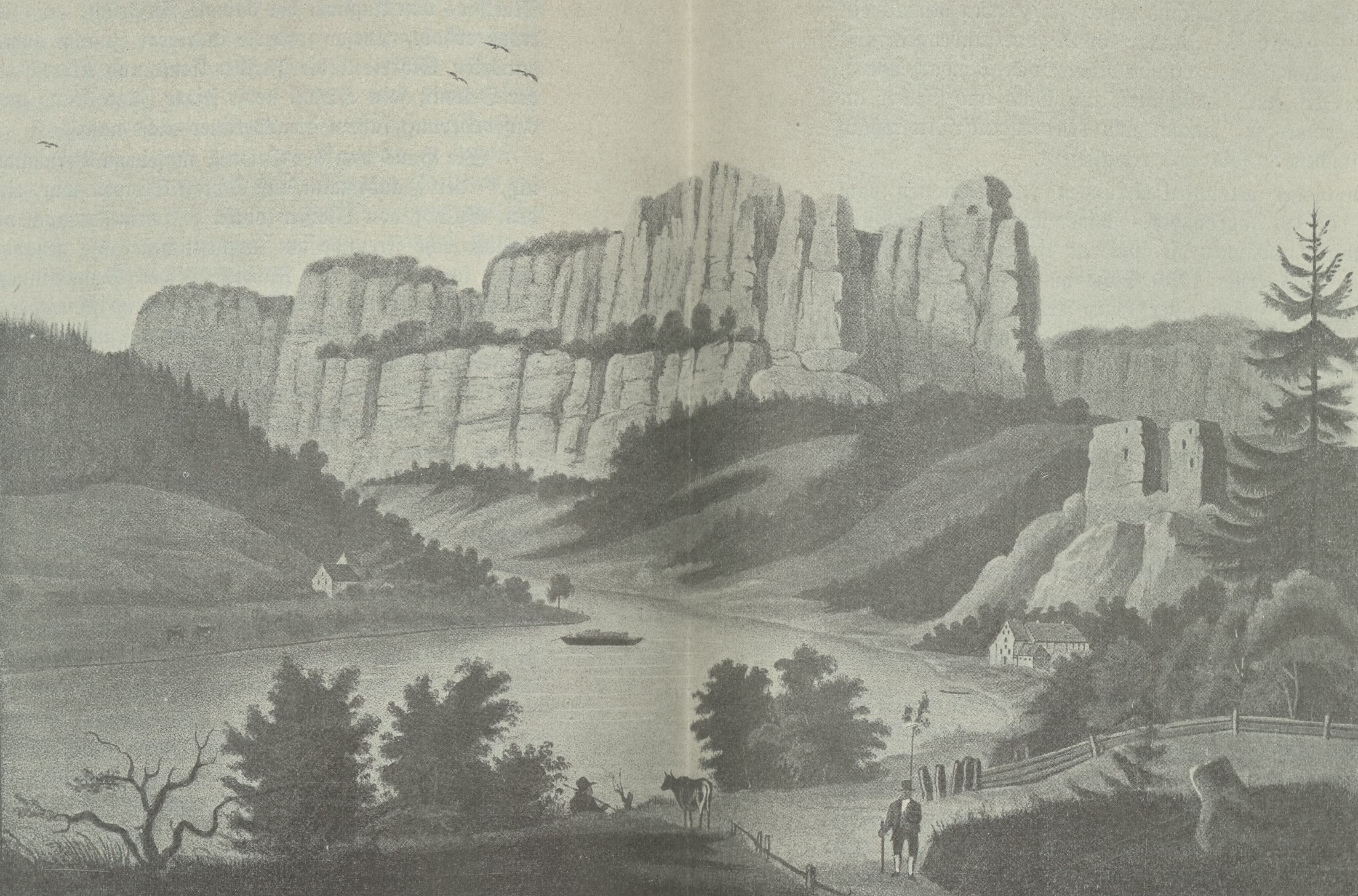
Die Ruinen der Burg Altrathen und die Felsen des Neurathen. Abbildung aus Herbert Beschorner: Die Burgen und vorgeschichtlichen Wohnstätten der sächsischen Schweiz, nach einem kolorierten Stich vom Anfang des 19. Jahrhunderts.

Die drei miteinander verbundenen Mauerteile (4), (6), (5) zählen zu den am besten erhaltenen Überresten der mittelalterlichen Burganlage und zeugen von unterschiedlichen Bauphasen und Nutzungen. So weist beispielsweise die Mauer (4), deren Front in Richtung des Rathener Tals ausgerichtet ist, eine Höhe von etwa 9 m auf. Diese Mauer ist teils in den darunterliegenden Felsen verankert – an manchen Stellen liegen die Fundamente sogar unter dem Erdboden. Ein entlang der gesamten Länge in ca. 4,50 m Höhe verlaufender Absatz lässt vermuten, dass hier einst ein zweites Stockwerk auflag, wobei die Mauer ursprünglich fensterlos errichtet wurde. Erst in späteren Umbauphasen wurden Fensteröffnungen eingebrochen, um etwa den heutigen „Burgkeller“ mit Licht und Luft zu versorgen. Auffällig sind zudem an der zur Elbe abgerundeten Ecke unregelmäßige Falze und Unebenheiten im Stein, die den Eindruck erwecken, als sei dort ein rechtwinklig ansetzender Mauerzug entstanden. Darüber hinaus deuten stufenförmige Spuren in der Mauer und im darunterliegenden Felsen auf eine bauliche Verbindung zwischen einem oberen Geschoss und dem tiefer gelegenen Platz (2) hin.
Die Mauer (6) dagegen, deren Front zur Elbe ausgerichtet ist, zeigt im oberen Teil erhebliche Einsturzerscheinungen, sodass das Plateau des Burggartens hier nicht bis zum äußeren Rand der Mauer reicht. Der Fels tritt in diesem Abschnitt deutlich höher hervor, was nahelegt, dass weniger Mauerwerk erforderlich war, um den Geländeverlauf anzupassen. Gefundene Quaderstücke im Bereich (9) deuten darauf hin, dass hier einst ebenfalls eine rechtwinklig angesetzte Mauer existierte. Das Ende von Mauer (6) liegt heute unter einem Steinhaufen, der von dichtem Buchenbewuchs bedeckt ist – ein Hinweis auf spätere, natürliche Überwucherungen und Eingriffe in das ursprüngliche Baugefüge.
Die Mauer (5) mit ihrer Front zum sogenannten „Horn“ verläuft rechtwinklig zu Mauer (4) und zeigt im oberen Bereich ein glattes, gut gefügtes Mauerwerk. Bereits im Anfangsbereich, bei der Stelle (20), springt die Mauer rund drei Meter weit vor, was als Erweiterung des Horizontalabsatzes interpretiert werden kann. Unterhalb dieses Absatzes geht das Bauwerk in ein stufenförmiges Gemäuer über, das pfeilerartige Elemente aufweist und einer Strebepfeilerwirkung zu dienen schien. Während ein zweiter solcher Pfeiler zu einem späteren Zeitpunkt vom Besitzer Anfang des 20. Jahrhunderts abgetragen wurde, um den Zugang zu verbessern, übernahmen später die Wurzeln einer alten Linde die tragende Funktion an dieser Stelle. Ein größerer Mauereinsturz im Bereich der Linde verdeutlicht den altersbedingten Verfall; dennoch setzt sich der verbliebene Mauerrest weiter fort und erreicht in Richtung des neu errichteten Wohnhauses eine Höhe von 13 m. Die Mauer weist dabei oben eine Dicke von 2,50 m und unten 2,70 m auf – bedingt durch spätere Aufschüttungen erscheint die tatsächliche Gesamthöhe noch höher.
Die Mauer (5) mit ihrer Front zum Horn weist mehrere architektonische Details auf, die sowohl auf mittelalterliche Bauprinzipien als auch auf spätere Umbauphasen hinweisen. So ist in unmittelbarer Nähe des Eckstrebepfeilers eine alte Rundbogenwölbung erhalten, die eine Spannweite von etwa 2,50 m aufweist und deren Scheitel sich 2 m über dem Erdboden befindet. Diese Wölbung wurde im Zuge späterer Umbaumaßnahmen durch einen Türdurchbruch in den angrenzenden Kellerraum integriert. Oberhalb dieser ersten Wölbung, in einer Höhe von rund 3,5 m, befindet sich eine kleinere Rundbogenwölbung mit einer Spannweite von ca. 1 m, in deren Mitte eine schlichte Lucke mit den Maßen 50 cm × 70 cm eingearbeitet wurde. Unterhalb der Wurzeln einer alten Linde, die an dieser Stelle als natürliche Stütze fungiert, zeigt sich eine zweite Rundbogenwölbung – ebenfalls mit einer Spannweite von 2,50 m, jedoch mit einem Scheitel, der nur 1,50 m über dem Boden liegt. Diese Wölbung wurde zugemauert und dient heute als Zugangstür zum Burggarten; darüber befindet sich ein kleines historisches Fenster mit den Maßen von etwa 40 cm × 20 cm. Nahe dem Eingang zum Neubau ist zudem eine dritte Rundbogenwölbung zu finden, die ebenfalls eine Spannweite von 2,50 m aufweist, jedoch nur knapp über dem Bodenniveau hervortritt. Ergänzend zu diesen Elementen ist rechts von der ersten Rundbogenwölbung ein rundes Loch mit einem Durchmesser von ca. 30 cm zu erkennen, das erst nach Entfernung eines Stützelements sichtbar wurde.

#### Der gewölbte Gang (17) und die Keller („Burgkeller“)
Der gewölbte Gang (17) und die angrenzenden Kellerräume, die als „Burgkeller“ bezeichnet werden, bilden einen zentralen Bestandteil des inneren Zugangs- und Nutzbereichs der Burg Altrathen. Der Gang, der seinen Eingang durch die zweite Rundbogenwölbung – auch als „Eingang zum Burggarten“ bekannt – erhält, besticht durch seine ursprüngliche Gewölbedecke, die weitgehend erhalten geblieben ist. Mit einer Mauerstärke von 2,70 m, einer Länge von etwa 8,50 m, einer Breite von 1,70 m und einer Gesamthöhe von 2,90 m bietet der Gang ein eindrucksvolles Beispiel mittelalterlicher Baukunst. Der Fußboden wurde dabei um circa 5 cm erhöht, um den Durchgang zu optimieren, und der Gang endet an einem Fels, der später in die Gesamtstruktur integriert und auf ganze Breite erweitert wurde. Auffallend ist zudem eine in ca. 2,60 m Höhe gelegene Nische, deren Maße (40 cm × 45 cm × 45 cm) auf eine spezifische Nutzung hindeuten könnten.
Vom Gang (17) zweigt nach etwa 3,10 m ein erster Kellerraum ab, der als eigentlicher „Burgkeller“ fungierte. Die Zugangstür zu diesem Keller misst 1,90 m in der Höhe und 1,50 m in der Breite bei einer Mauerstärke von 1,50 m, wobei der Zugang über sechs Stufen erfolgt – von denen vier als original erhalten gelten. Der Keller selbst erstreckt sich über eine Länge von 7 m, eine Höhe von 3,30 m und eine Breite von 5,70 m, wobei die Wölbung der Decke von West nach Ost verläuft. Die Ostwand wurde mit einem neu eingebrochenen Fenster versehen, während die Nordwand ein altes Fenster mit den Maßen 95 × 95 cm aufweist. In der Südmauer finden sich zwei bogenförmige Öffnungen, die in eine kleine Höhle führen – in der bei archäologischen Untersuchungen menschliche Schädel, Knochen und diverse Marterwerkzeuge gefunden wurden.
Ein zweiter Kellerraum ist ebenfalls direkt über den Gang (17) zugänglich, wobei sich die Tür etwa 125 cm von der ersten Zugangstür entfernt befindet. Auch dieser Raum weist eine von West nach Ost verlaufende Gewölbekonstruktion auf. Während in der Nordwand ein Fenster neu herausgebrochen wurde – ein Hinweis darauf, dass ursprünglich ein blinder Stollen existierte –, bestehen die Süd- und Westwände vollständig aus Mauerwerk, während die Ostwand stellenweise noch den rohen Fels zeigt.
Ergänzend hierzu zweigt der Gang (12) an der Eingangstür des Ganges (17) ab und verläuft entlang der inneren Seite der Mauer (5). Ursprünglich gewölbt, ist dieser Gang in späteren Umbaumaßnahmen um etwa 1,40 m tiefergelegt worden, sodass sich in einer sichtbaren Höhe von ca. 3,20 m noch Reste der ursprünglichen Gewölbeansätze erkennen lassen. Ein zusätzliches Fenster an der Außenmauer, das innen mit Maßen von 80 cm × 60 cm etwas versetzt angeordnet ist, sowie mehrere in der Mauerinnenseite angebrachte Falze deuten auf eine einstige Einteilung in verschiedene Geschosse hin.

#### Platz (2) (Vorfläche Richtung Rathener Tal)
Der Platz (2), der sich vor der Mauer (4) in Richtung des Rathener Tals erstreckt, präsentiert sich heute als abschüssige, teilweise aufgeschüttete Fläche. Unter dem Rasen und den darüber liegenden Schuttansammlungen sind Reste alter Mauern (mit der Bezeichnung (7)) verborgen, die sich eng an den darunterliegenden Fels anschmiegen und so den ursprünglichen Geländeverlauf der Burg belegen. Archäologische Ausgrabungen an diesem Ort förderten verkohlte Balken, alte Ziegel, große Nägel sowie Türangeln zutage, die Hinweise auf frühere Bauphasen und Nutzungen liefern.

#### Mauer (10) an der Elbseite
Die Mauer (10) an der Elbseite zählt zu den markantesten und zugleich am besten erhaltenen Bauelementen der Burg Altrathen. Sie erstreckt sich über etwa 16 m in der Länge und erreicht an ihrer Außenseite eine Höhe von über 12 m. Wie die übrigen Mauerreste steht sie direkt auf dem Felsen, wobei sie konvex zum Elbtal ausgerichtet ist. Diese Mauer grenzt heute nicht unmittelbar an den Neubau an, sondern beginnt in einem Abstand von etwa 1,5 m. An ihrer Außenseite lässt sich ein undeutlicher Horizontalfalz erkennen, während im Inneren mehrere gleich hoch liegende Falze verlaufen. Der untere Teil der Mauer ist heute verschüttet, sodass nur noch Teile der ursprünglichen Bauweise rekonstruierbar sind. Zudem gehört der elbseitige Bereich jenseits der Mauern (5) und (10) Anfang des 20. Jahrhunderts dem Besitzer des Erbgerichts.
Am freien Ende der Mauer (im Bereich (14)) zeigt sich ein besonderer Bauabschnitt: Oben rundet sich die Mauer nach innen ab, was darauf hindeutet, dass hier einst eine rechtwinklig angesetzte Mauer in einer Linie mit der Gang-(17)-begrenzenden Mauer stand. Zwischen dem Ende von Mauer (10) und dem angrenzenden Mauerrest (6) bleibt eine markante Lücke. Archäologische Hinweise, wie bogenförmig behauene Steine, eine Sohlbank sowie Überreste von Türrahmenteilen, lassen vermuten, dass hier einmal ein Eingangstor zur Burg existierte. Der untere Teil von Mauer (10) verläuft zudem geradeaus und diente vermutlich als Stützmauer für die Auffahrt.
Eine weitere Besonderheit stellt im unteren Teil (15) der Mauer eine rechteckige Füllung dar, hinter der sich eine runde Öffnung befindet. Diese wird als Überrest einer Rohrleitung interpretiert und könnte Teil einer einstigen Schleusenanlage gewesen sein, die der Wasserregulierung entlang der Elbe diente.

#### Zisterne
In der älteren Literatur wird eine Zisterne erwähnt, die jedoch heute nicht mehr sichtbar ist. Es wird vermutet, dass sich die Reste dieser ehemaligen Wasserspeicheranlage unter dem Keller des heutigen Wohnhauses im Bereich von (11) befinden könnten. Ein hohler Klang, der Anfang des 20. Jahrhunderts beim Rollen von Fässern in diesem Bereich zu vernehmen war, legt nahe, dass dort noch eine Hohlstelle existiert – ein Hinweis auf die frühere Anlage einer Zisterne.